# Железничка станица Ниш
Железничка станица Ниш је главна станица Нишког железничког чвора, која се налази у јужном делу Ниша последња станица на прузи Београд—Ниш и прва станица на пругама Ниш—Прешево и Ниш—Димитровград.
Налази се у градској општини Палилула у граду Нишу. Пруга се наставља у једном правцу према Међурову, у другом према Ћеле-кули, у трећем према Црвеном крсту, у четвртом према Ниш–ранжирној.
Пруга Београд—Ниш је изграђена године 1884. године.

## Повезивање линија
- Пруга Београд—Ниш
- Пруга Ниш—Прешево
- Пруга Ниш—Димитровград